# Vingersprookje
Een vingersprookje (ook: vingerversje of vingerrijmpje) is een kort versje waarin de vingers van de hand allemaal een rol hebben. Tijdens het opzeggen worden ze een voor een aangewezen of opgestoken.

## Bekend vingersprookje
| Naar bed, naar bed, zei Duimelot.          | = de duim         |
| Eerst nog wat eten, zei Likkepot.          | = de wijsvinger   |
| Waar kan ik dat vinden? zei Lange Jan.     | = de middelvinger |
| In grootmoeders kastje, zei Ringeling.     | = de ringvinger   |
| Dat zal ik verklappen, zei 't Kleine Ding. | = de pink         |

Soms wordt op de andere hand verdergegaan:
| Duimelot is in het water gevallen              |
| Likkepot heeft hem eruit gehaald               |
| Lange Jan heeft hem thuisgebracht              |
| Ringeling heeft hem in bed gelegd              |
| 't Kleine Ding heeft alles tegen moeder gezegd |

Dit rijmpje komt ook zelfstandig voor. Er zijn nog meer vingerrijmpjes bekend, zoals 'Duimelot had visch gekocht' en 'Deze man heeft een koe gekocht'.

### Varianten
Van mondeling overgeleverde liedjes of rijmpjes bestaan vaak vele (regionale) varianten. Voorbeelden uit het eerste rijmpje:
- r. 3: Waar zal ik 't halen?
- r. 3: Lange Jaap (voor de middelvinger)
- r. 4: Uit grootvaârs kastje
- r. 4: Korte Knaap (voor de ringvinger)

## Ouderdom en vindplaatsen
De ouderdom en herkomst van bovenstaande vingerrijmpjes is onbekend. In de tweede helft van de negentiende eeuw werden ze opgetekend uit de mondelinge overlevering.
J. van Vloten tekende vier vingerversjes uit de mondelinge overlevering op voor zijn kinderliedbundel Nederlandsche baker- en kinderrijmen (1871, vermeerderde druk 1894): 'Naar bed, naar bed, zeî Duimelot'; 'Dumeling, / Vingerling'; 'Duimelot is in 't water gevallen'; en 'Die heeft in de sloot gelegen'.
In het Friese volksliedboek van W. Dykstra, Uit Friesland's volksleven van vroeger en later (1895) staat het versje: 'Duimeloot zou naar bed toe gaan, / Slikkepot had geen eten gehad'. En de bundel Vlaamse kinderspelen, Kinderspelen uit Vlaamsch België (verzameld door de Westvlaamschen Onderwijzersbond, 1905), vermeldt het 'vingerdeuntje': 'Me gon gon slapen, zei Dumerloot. / Me 'n en nog niet geten, zei Lekkerpoot'.
De rijmpjes lijken wijdverbreid bekend te zijn geweest, de Collectie Boekenoogen (verzameld in de periode 1891-1930) heeft ruim 60 vingerrijmpjes en varianten. Hieronder: 'Naar bed, naar bed zei Duimelotje / 'k Heb nog niet gegeten zei Likkepotje'; 'Te bed te bed zei de bouwer / Eerst nog wat eten zeide de bouwersmaat'; 'Laat ons gaan slapen, zei duimeloot / W'en nog ni' geëten, zei lekkerpoot';  en 'Duimelot heeft in de sloot geleit / Likkepot heeft hem eruit gehaald'.

## Trivia
- Vingers hebben vaker een symbolische betekenis in sprookjes.
- Een vinger schoonwrijven of poetsen, betekent soms liegen (denk ook aan de uitdrukking iemand een poets bakken)
- Ook bij een mudra heeft elke vinger, en de houding, een betekenis.
- De wijsvinger staat wel voor Likkepot, voedsel of een geneesmiddel.
- Vingersprookjes werden niet altijd "verteld" door ze voor te lezen of op te zeggen. Ze werden symbolisch uitgebeeld, denk hierbij aan schimmenspellen, bekend over de hele wereld en natuurlijk poppenkast, waarbij de vingers worden verborgen.
- De pink speelt de rol van "verklikker" in het sprookje De roversbruidegom van de gebroeders Grimm.